# Honorverso

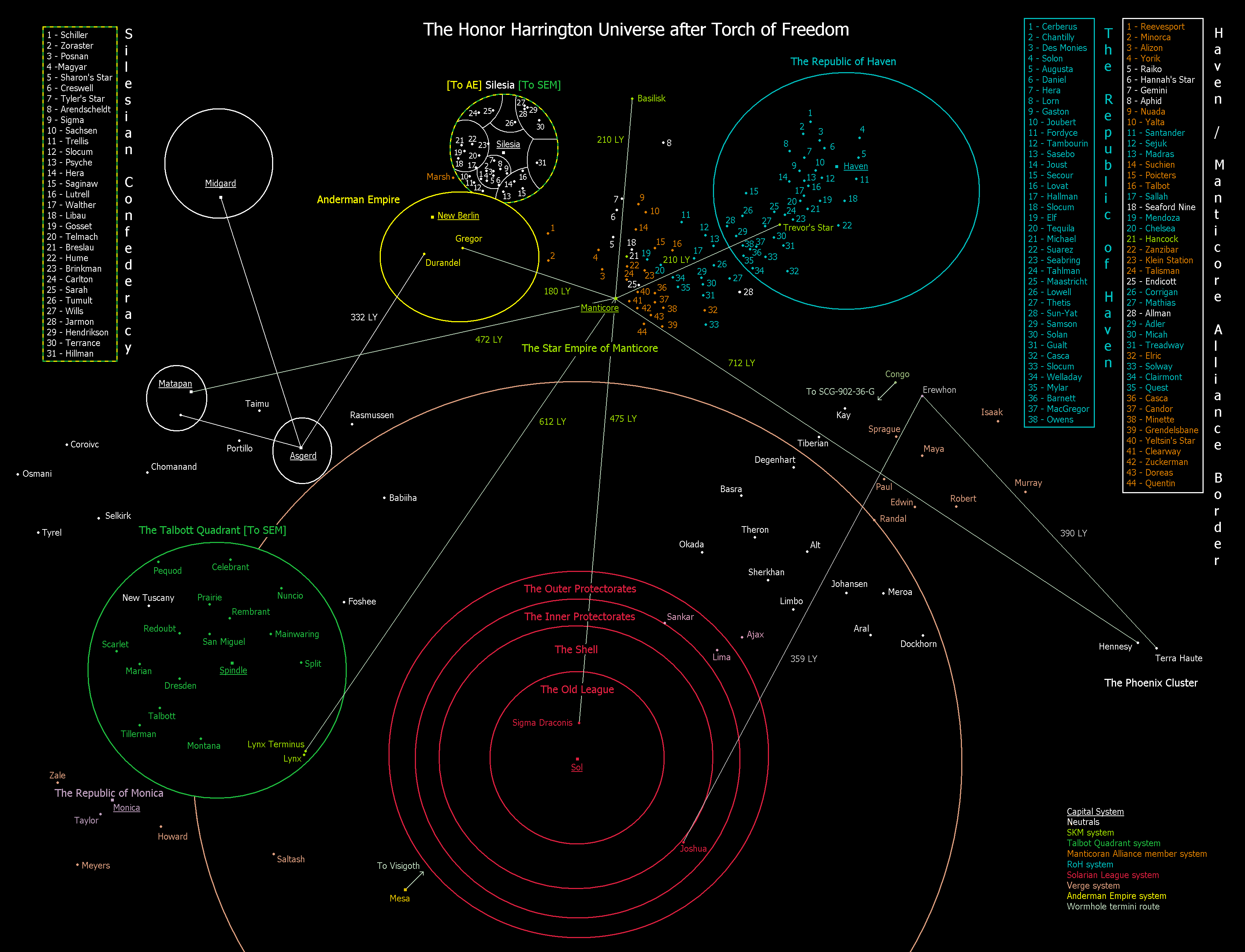
El Honorverso de Honor Harrington

Honorverso es el nombre que recibe el universo ficticio en que transcurren las novelas de Honor Harrington, escritas por David Weber. Es una concepción futurista en la que la humanidad se ha expandido a través de la galaxia, colonizando miles de mundos. Las grandes distancias y la falta de comunicaciones veloces llevan a que muchos de estos mundos se conviertan en naciones independientes, unas más prósperas que otras. El comercio y la piratería continúan siendo causas de guerra.
Tanto por el estilo de guerra descrito por Weber, especialmente en las primeras novelas, como por algunas de las naciones implicadas, el escenario del Honorverso se basa en las Guerras Napoleónicas, aunque en las últimas novelas esta imagen disminuye. David Weber abiertamente reconoce como una de las influencias mayores a la hora de diseñar el universo de Honor Harrington a las novelas de la saga de Horatio Hornblower, de C.S. Forester.[cita requerida]

## Historia
Las saga de Honor Harrington transcurren durante el comienzo del siglo XX post-diáspora (aproximadamente siglo XLI según la datación cristiana, que es reemplazada por un sistema que tiene como año 1 el momento en el que la primera nave interestelar abandonó el Sistema Solar, 2103 d. C.
Todas las naciones mencionadas son humanas. Aunque existe vida extraterrestre y algunas de estas formas son inteligentes, como los ramafelinos de Sphinx, ninguna de ellas ha alcanzado un nivel tecnológico capaz de rivalizar con el de la humanidad.
El viaje interestelar durante los primeros siglos de la diáspora (como se conoce al proceso de colonización) fue poco confiable, y las naves colonizadoras preferían hacer el viaje a velocidades menores que la de la luz, transportando a sus colonos criogenizados durante siglos antes de llegar a su destino. Esto cambió con el invento de las velas Warshawski, un sistema de propulsión hiperespacial que mejoró las velocidades y permitió el comercio entre las distintas colonias.
La reaparición del comercio llevó a un resurgimiento de la piratería, lo cual condujo a su vez a la formación de ejércitos defensivos por parte de las naciones. Las diferencias comerciales, ideológicas y estratégicas motivaron el surgimiento de guerras entre ellas. Algunas de estas naciones se volvieron expansionistas, bien expandiéndose pacíficamente, bien por la fuerza.

## Naciones
Prácticamente cada mundo habitado por seres humanos en el Honorverso vivió una primera etapa como nación independiente, siendo luego anexionado de manera pacífica o mediante conquista abierta, a alguna nación.

### Reino Estelar de Mantícora
Es la patria de Honor Harrington. Está basada en la Inglaterra de finales del siglo XVIII. Al principio de la saga, Mantícora es una nación formada por tres planetas, Mantícora, Sphinx y Gryphon, que orbitan una estrella binaria. Pocos años después de ser colonizada, una plaga diezmó la colonia de Mantícora, forzando a sus habitantes a reclutar nuevos colonos en la Tierra. Para mantener el control de su colonia, los manticoranos cambiaron la constitución, transformando a Mantícora en una monarquía constitucional con una aristocracia hereditaria, siendo los aristócratas los descendientes de esos primeros colonos. Desde su fundación, el Reino Estelar es gobernado por la Casa de Winton, descendientes del fundador de la colonia. La prosperidad del reino se basa en la existencia de una Confluencia de Agujeros de Gusano en el sistema Mantícora, la cual facilita el comercio interestelar y convierte a Mantícora en una parada obligada para las naves mercantes. Lidera la oposición a Haven y mantiene una alianza con otras naciones menores para resistir su expansionismo. Aunque su armada es menor que la de Haven, su nivel tecnológico es superior.

### República Popular de Haven
Originalmente era la República de Haven, una próspera y rica nación fundada en un planeta excepcionalmente propicio para la vida. Sin embargo, el gobierno havenita impulsó una política de Estado de Bienestar con el fin de erradicar la pobreza, que se tradujo en subsidios y mantenimiento de industrias ineficientes que transformaron a la república en un estado monolítico que sobornaba a sus votantes mediante subsidios. El poder en Haven está en manos de los legislaturistas, una clase hereditaria descendiente de los legisladores originales. Esta clase se mantiene en el poder mediante un fuerte aparato policial. El gobierno havenita, dándose cuenta de que la situación era insostenible a largo plazo, resolvió mantener su sistema explotando la economía de mundos conquistados. Haven se embarcó en una carrera militar y expansionista que la llevó a conquistar más de cien mundos distintos para cuando empiezan las novelas. Su flota militar es numéricamente superior a la de la alianza manticorana, pero la tecnología manticorana compensa esta debilidad numérica.

### Protectorado de Grayson
Es el principal aliado de Mantícora en la guerra contra Haven. Cuando aparece por primera vez, el Protectorado de Grayson es una nación menor cuya tecnología y flota son obsoletas. Fue fundado por una comunidad religiosa opuesta al uso de tecnología, pero el ambiente inhóspito y venenoso del planeta los forzó a dejar sus creencias. Durante la mayor parte de su historia, Grayson mantuvo una relación de abierta hostilidad con el planeta vecino de Masada, una colonia aún más fundamentalista que ellos, formada por exiliados tras un intento de golpe de Estado que fracasó. Desde su alianza con Mantícora, Grayson se ha ido abriendo más al resto de la galaxia y convirtiéndose en una potencia económica y militar. Al igual que Mantícora, es una monarquía constitucional, pero a diferencia de este, el jefe de Estado, el Protector, es poco más que una figura ceremonial mantenida a raya por los gobernadores, verdaderos señores feudales, situación que cambia conforme se desarrollan las novelas. A lo largo de las novelas, la protagonista, Honor Harrington, pese a ser originalmente manticoriana, es considerada una heroína nacional en Grayson, y toma al planeta casi como una patria adoptiva.

### Liga Solariana
Es la nación más vasta y poderosa del Honorverso, una federación que incluye a la Tierra, la cual actúa como capital, a las colonias más antiguas de la humanidad, y a cientos, tal vez miles, de otros mundos. Dos tercios de la raza humana viven en el espacio de la Liga, y su poder militar y económico es superior al del resto de las naciones humanas combinadas. Sin embargo, el poder de la Liga se diluye en las numerosas autonomías que debe conceder a los mundos miembros, lo que hace prácticamente imposible que la Liga tenga una política exterior organizada.

### Imperio Anderman
El Imperio Anderman es una potencia de tamaño medio y expansionista, aunque menos beligerante que Haven. Mantiene una relación a veces tensa con Mantícora, especialmente en lo que respecta a Silesia. El idioma oficial del Imperio es el alemán, pero la mayoría de su población es étnicamente china. Esto se remonta a los orígenes del Imperio, cuando el mercenario Gustav Anderman (luego Emperador Gustav I) y sus fuerzas ocuparon un planeta colonizado por chinos; el excepcional gobierno de éste llevó a los habitantes locales a aceptarlo como su Emperador y a adoptar la cultura germana.

### Confederación Silesiana
Al igual que la Liga Solariana, Silesia es una confederación de distintos planetas. Pero mientras que la Liga Solariana es una potencia grande y próspera, Silesia es una nación arruinada y desgarrada por la pobreza, la corrupción, la piratería y la violencia. El espacio de la Confederación está virtualmente dominado por distintos grupos de piratas, lo que fuerza a naciones como Mantícora y el Imperio Anderman a destacar naves de guerra a Silesia para proteger su comercio. El Imperio además pretende expandirse sobre Silesia, algo que es considerado como una amenaza a la seguridad de Mantícora. Además, la Confederación Silesiana era el objetivo principal original por parte de Haven, ya que eran un objetivo débil y fácil de derrotar, pero Mantícora se encontraba en medio, y su control sobre el agujero de gusano con sus aranceles comerciales, era muy tentador.

### Erewhon
Erewhon es una nación menor, miembro de la Alianza Manticorana. Fue fundada por un grupo de familias de crimen organizado, las cuales controlan el planeta a pesar del gobierno oficial. Erewhon dispone de una importante fuerza militar y, al igual que Mantícora, controla una Confluencia de Agujeros de Gusano, lo que provocó rivalidades comerciales con Mantícora en el pasado. Erewhon está cerca de la frontera con la Liga Solariana, pero prefirió depositar su seguridad en Mantícora antes que en la liga, en la cual las familias gobernantes no confían.

### Mesa
Mesa es un mundo ubicado dentro del espacio de la Liga Solariana, aunque no pertenece a ella. Está controlada por numerosas corporaciones, la mayor de las cuales es Manpower Unlimited, una supercorporación dedicada al comercio de esclavos genéticos (seres humanos artificialmente gestados para distintas labores, manuales, técnicas o sexuales). Uno de los pocos puntos, quizás el único, en los que Mantícora y Haven están de acuerdo es en la erradicación de la esclavitud genética, lo cual convierte a ambas naciones en enemigas de Mesa. Por su parte, el planeta, especialmente Manpower Unlimited, están interesadas en desestabilizar tanto a Mantícora como a Haven, para lo cual suelen realizar operaciones especiales. Al principio Mesa no figuraba abiertamente en el Honorverso, pero en las últimas novelas se va perfilando como el futuro antagonista principal de Mantícora.

## Lista cronológica de relatos publicados
| Año del Honorverso (De)  | Año del Honorverso (a)  | Título del relato                           | Autor                        | Publicado                                                           |
| ------------------------ | ----------------------- | ------------------------------------------- | ---------------------------- | ------------------------------------------------------------------- |
| 1518 P.D.                | 1519 P.D.               | "A Beautiful Friendship"                    | David Weber                  | 1 de enero de 1998 (en More than Honor (anthology: HHA1))           |
| 1518 P.D.                | 1521 P.D.               | A Beautiful Friendship (novela)             | David Weber                  | October 2011 (new Young Adult novel)                                |
| 1520 P.D.                | 1520 P.D.               | "The Stray"                                 | Linda Evans                  | February 1999 (in Worlds of Honor (anthology: HHA2))                |
| 1522 P.D.                | 1522 P.D.               | Fire Season (novela)                        | David Weber & Jane Lindskold | October 2012 (new Young Adult novel)                                |
| c. 1652 P.D.             | c. 1652 P.D.            | "What Price Dreams?"                        | David Weber                  | February 1999 (in Worlds of Honor (anthology: HHA2))                |
| c. 1880 P.D.             | c. 1880 P.D.            | "Ms. Midshipwoman Harrington"               | David Weber                  | 27 de febrero de 2001 (in Changer of Worlds (anthology: HHA3))      |
| c. 1883 P.D.             | c. 1883 P.D.            | "Queen's Gambit"                            | Jane Lindskold               | February 1999 (in Worlds of Honor (anthology: HHA2))                |
| c. 1890 P.D.             | c. 1890 P.D.            | "The Hard Way Home"                         | David Weber                  | February 1999 (in Worlds of Honor (anthology: HHA2))                |
| c. 1892 P.D.             | c. 1892 P.D.            | "Promised Land"                             | Jane Lindskold               | 25 de marzo de 2003 (in The Service of the Sword (anthology: HHA4)) |
| c. 1895 P.D.             | c. 1895 P.D.            | "Ruthless"                                  | Jane Lindskold               | 2011 (in In Fire Forged (anthology: HHA5))                          |
| c. 1899 P.D.             | c. 1899 P.D.            | "Let's Dance"                               | David Weber                  | 2011 (in In Fire Forged (anthology: HHA5))                          |
| c. 1900 P.D. (March 3)   | c. 1901 P.D. (January)  | On Basilisk Station (novel: HH1)            | David Weber                  | April 1992                                                          |
| 1902 P.D.                | 1902 P.D.               | "With One Stone"                            | Timothy Zahn                 | 25 de marzo de 2003 (in The Service of the Sword (anthology: HHA4)) |
| c. 1903 P.D. (April)     | c. 1903 P.D. (May)      | The Honor of the Queen (novel HH2)          | David Weber                  | June 1993                                                           |
| c. 1904 P.D.             | c. 1905 P.D. (May)      | The Short Victorious War (novel: HH3)       | David Weber                  | April 1994                                                          |
| c. 1905 P.D. (June)      | c. 1906 P.D.            | Field of Dishonor (novel: HH4)              | David Weber                  | December 1994                                                       |
| ?                        | ?                       | "A Grand Tour"                              | David Drake                  | 1 de enero de 1998 (in More than Honor (anthology: HHA1))           |
| 1906 P.D. (c. September) | 1906 P.D.               | "Deck Load Strike"                          | Roland J. Green              | February 1999 (in Worlds of Honor (anthology: HHA2))                |
| c. 1907 P.D.             | c. 1907 P.D. (August)   | Flag in Exile (novel: HH5)                  | David Weber                  | September 1995                                                      |
| ?                        | ?                       | "A Ship Named Francis"                      | John Ringo & Victor Mitchell | 25 de marzo de 2003 (in The Service of the Sword (anthology: HHA4)) |
| c. 1908 P.D. (September) | c. 1910 P.D. (March)    | Honor Among Enemies (novel: HH6)            | David Weber                  | February 1996                                                       |
| c. 1910                  | c. 1910                 | "Changer of Worlds"                         | David Weber                  | 27 de febrero de 2001 (in Changer of Worlds (anthology: HHA3))      |
| c. 1911 P.D. (July)      | c. 1911 P.D. (July)     | "A Whiff of Grapeshot"                      | S.M. Stirling                | 1 de enero de 1998 (in More than Honor (anthology: HHA1))           |
| c. 1911 P.D.             | c. 1911 P.D. (December) | In Enemy Hands (novel: HH7)                 | David Weber                  | July 1997                                                           |
| c. 1912 P.D. (February)  | c. 1913 P.D. (December) | Echoes of Honor (novel: HH8)                | David Weber                  | October 1998                                                        |
| 1913 P.D.                | 1913 P.D.               | "Let's Go to Prague" {betw. ch. 2&3 of HH9} | John Ringo                   | 25 de marzo de 2003 (in The Service of the Sword (anthology: HHA4)) |
| c. 1913 P.D. (December)  | c. 1915 P.D. (May)      | Ashes of Victory (novel: HH9)               | David Weber                  | 1 de marzo de 2000                                                  |
| c. 1914 P.D.             | c. 1914 P.D.            | "An Act of War"                             | Timothy Zahn                 | 2011 (in In Fire Forged (anthology: HHA5))                          |
| 1914 P.D.                | 1914 P.D.               | "From the Highlands"                        | Eric Flint                   | 27 de febrero de 2001 (in Changer of Worlds (anthology: HHA3))      |
| c. 1914 P.D. (December)  | c. 1914 P.D. (December) | "Nightfall" {expanded ch. 33 of HH9}        | David Weber                  | 27 de febrero de 2001 (in Changer of Worlds (anthology: HHA3))      |
| c. 1915 P.D. (May)       | c. 1915 P.D. (May)      | "Fanatic"                                   | Eric Flint                   | 25 de marzo de 2003 (in The Service of the Sword (anthology: HHA4)) |
| c. 1918 P.D. (June)      | c. 1918 P.D. (August)   | "The Service of the Sword"                  | David Weber                  | 25 de marzo de 2003 (in The Service of the Sword (anthology: HHA4)) |
| c. 1918 P.D.             | c. 1919 P.D.            | War of Honor (novel: HH10)                  | David Weber                  | October 2002                                                        |
| c. 1918 P.D.             | c. 1919 P.D.            | Crown of Slaves (novel: WS01)               | David Weber & Eric Flint     | 26 de agosto de 2003                                                |
| c. 1920 P.D. (June)      | c. 1921 P.D. (June)     | The Shadow of Saganami (novel: SI1)         | David Weber                  | 26 de octubre de 2004                                               |
| c. 1920 P.D. (July)      | c. 1921 P.D. (August)   | At All Costs (novel: HH11)                  | David Weber                  | November 2005                                                       |
| c. 1921 P.D. (March)     | c. 1921 P.D. (December) | Storm from the Shadows (novel: SI2)         | David Weber                  | 3 de marzo de 2009                                                  |
| 1919 P.D. (November)     | 1922 P.D. (April)       | Torch of Freedom (novel: WS02)              | David Weber & Eric Flint     | 6 de noviembre de 2009                                              |
| 1921 P.D. (December)     | 1922 P.D. (May)         | Mission of Honor (novel: HH12)              | David Weber                  | 29 de junio de 2010                                                 |
| circa 1922 P.D. (March)  | 1922 P.D. (August)      | A Rising Thunder (novel: HH13)              | David Weber                  | 1 de marzo de 2012                                                  |
| 1922 P.D. (February)     | 1922 P.D. (August)      | Shadow of Freedom (novel: SI3)              | David Weber                  | 5 de marzo de 2013                                                  |
| 1922 P.D. (July)         | 1923 P.D. (March)       | Uncompromising Honor (novel: HH14)          | David Weber                  | 24 de septiembre de 2019                                            |